# (5268) 1971 US1
(5268) 1971 US1 là một tiểu hành tinh vành đai chính. Nó được phát hiện bởi Luboš Kohoutek ở Đài thiên văn Hamburg-Bergedorf ở Bergedorf, Germany, ngày 16 tháng 10 năm 1971.